# Most

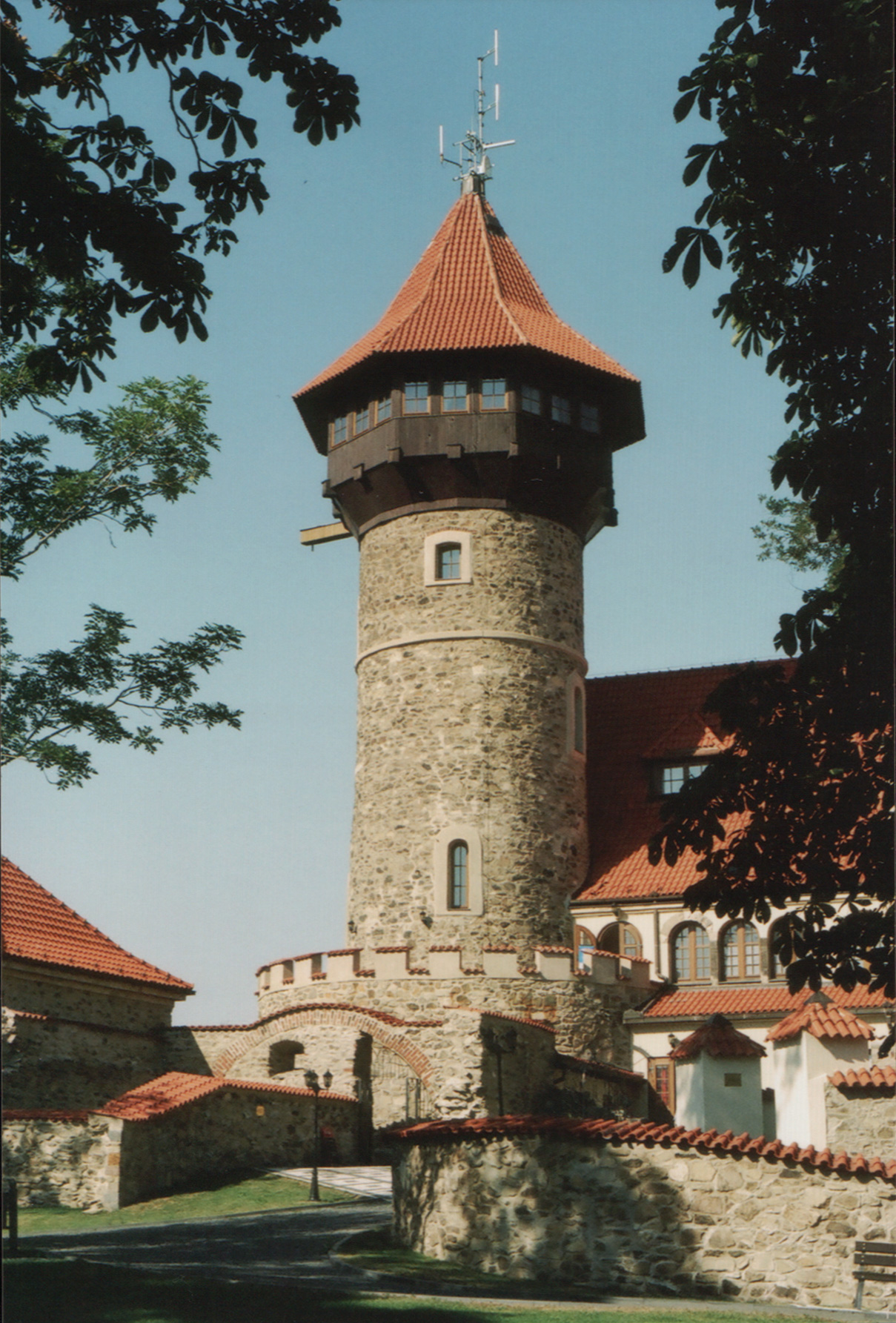
Tháp Hněvín

Most (phát âm tiếng Séc: [ˈmost]; tiếng Đức: Brüx) là thành phố thủ phủ huyện Most của Cộng hòa Séc, nằm giữa dãy núi Trung bộ Séc và dãy núi Ore, cự ly 77 km (48 mi) về phía tây bắc Praha dọc sông Bílina và tây nam Ústí nad Labem. Năm 2009, thành phố Most có dân số 67.189 người. Most có diện tích 86,94 km2.

## Kết nghĩa
Most kết nghĩa với các thành phố sau:
- Meppel, Hà Lan
- Marienberg, Đức
- Ptolemaida, Hy Lạp
- Gävle, Thụy Điển
- Kortrijk, Bỉ
- Thunder Bay, Canada
- Ekaterinburg, Nga
- Ulaanbaatar, Mông Cổ
- São Paulo, Brasil
- Lahti, Phần Lan
- Bucharest, România
- Venice, Italia
- Thượng Hải, Trung Quốc
- Osaka, Nhật Bản
- Buenos Aires, Argentina
- Brisbane, Australia
- Kulon Progo, Indonesia